# Неприятности с физикой: Взлёт теории струн, упадок науки и что за этим следует
Неприятности с физикой: Взлёт теории струн, упадок науки и что за этим следует (англ.  The Trouble with Physics) — научно-популярная книга американского физика-теоретика Ли Смолина, вышедшая в 2006 году.

## Содержание
Книга подвергает резкой критике теорию струн и её главенство в современной теоретической физике на том основании, что теория струн ещё не дала ни единого предсказания, которое можно было бы проверить с помощью любой технологии, известной нам на данный момент. Смолин также уделяет внимание трудностям, с которыми сталкиваются исследования в области квантовой гравитации, и текущим усилиям по созданию теории, объясняющей все четыре фундаментальных взаимодействия. В книге широко рассматривается роль противоречий и разнообразия подходов в научных процессах и этике.
Смолин указывает на серьёзные недостатки в теории струн и нездоровую монополию этой теории на фундаментальную физику в Соединённых Штатах Америки, а также на необходимость разнообразия подходов. Он утверждает, что следует уделять больше внимания другим теориям квантовой гравитации.
В книге Смолин утверждает, что теория струн не даёт новых проверяемых предсказаний; что у него нет последовательной математической формулировки; и что данная теория не была математически доказана. Некоторые эксперты в сообществе теоретической физики не согласны с этими утверждениями автора.
Смолин утверждает, что предложить теорию струн, включающую в себя безумное количество вакуумных решений, равносильно отказу от общепринятой науки.

## Критика
Книга вызвала много споров и дебатов о достоинствах теории струн и подверглась критике со стороны некоторых выдающихся физиков, включая Шона Кэрролла, Джозефа Полчински и Любоша Мотля.
В обзоре Полчинского говорится: «В конце концов, подобные книги не в состоянии уловить большую часть духа и логики теории струн».

## Издание в России
Книга была переведена на русский язык и вышла в свет в 2007 году. Переводчик ― Ю. Артамонов.